# Bantheville
Bantheville település Franciaországban, Meuse megyében. Lakosainak száma 103 fő (2022. január 1.). Bantheville Landres-et-Saint-Georges, Tailly, Aincreville, Cléry-le-Grand, Cunel és Romagne-sous-Montfaucon községekkel határos.

## Népesség
A település népességének változása:
| Lakosok száma | 144  | 133  | 139  | 131  | 134  | 126  | 119  | 113  | 110  | 103  |
|               | 1968 | 1982 | 1990 | 2006 | 2013 | 2015 | 2017 | 2019 | 2020 | 2022 |